# NMBS Type 26
De NMBS / SNCB Type 26 was een klasse van 2-10-0-stoomlocomotieven gebouwd tussen 1945 en 1947. Oorspronkelijk in opdracht van een bestelling voor 200 DRB Klasse 52-Kriegslokomotiven geplaatst door de Deutsche Reichsbahn (DRG) bij Belgische locomotieffabrikanten in 1943, werden de 100 exemplaren van de Type 26 voltooid voor de Nationale Spoorwegmaatschappij van België (NMBS / SNCB) na de bevrijding van België eind 1944. 
Er zijn geen locomotieven bewaard gebleven. De vereniging TSP-PFT verwierf echter een vergelijkbare locomotief in Polen, en verbouwde deze tot een replica van een type 26 met nummer 26.101 en gebruikt hem nu om speciale treinen te vervoeren. 